# كايل جنسن
كايل جنسن (بالإنجليزية: Kyle Jensen)‏ هو لاعب كرة قاعدة أمريكي، ولد في 20 مايو 1988 في والنوت كريك في الولايات المتحدة.

## وصلات خارجية
- كايل جنسن على موقع دوري كرة القاعدة الرئيسي (الإنجليزية)
- كايل جنسن على موقع الدوري الياباني لكرة القاعدة (الإنجليزية)
- كايل جنسن على موقعبيزبول رفرنس.كوم (الدوري الرئيسي) (الإنجليزية)
- كايل جنسن على موقعبيزبول رفرنس.كوم (الدوري الثانوي) (الإنجليزية)
- كايل جنسن على موقع إي إس بي إن.كوم (أم.أل.بي) (الإنجليزية)
- كايل جنسن على موقع مشجعي الرسوم البيانية (الإنجليزية)